# Галерија „Ремонт”
Галерија „Ремонт” је установа културе која се налази у улици Маршала Бирјузова 7, у Београду.

## Историја
Независна уметничка асоцијација је основана октобра 1999, а галерија „Ремонт” је отворена фебруара 2000. Баве се изложбеном, издавачком, едукативном, саветодавном и заступничком активношћу, генеришу, промовишу, прате и документују развој савремених уметничких пракси, истражују теме и проблеме културне политике Србије и западног Балкана. До сада су реализовали више од петсто програма, као и више десетина у сродним организацијама и институцијама из Београда, Србије, Европе и шире. Штампана и електронска „Ремонт” издања се налазе у библиотекама широм света. У међународним и домаћим прегледима су сврстани међу пет најбољих галерија у Београду. Једни су од оснивача мреже Независна културна сцена Србије и регионалних платформи Kooperativa и Рудници културе и активни су актер мреже Young visual artist award.